# Julieta Pink
Julieta Soledad Rosales (Caseros, 5 de marzo de 1982), más conocida por su nombre artístico Julieta Pink, es una locutora argentina, egresada de COSAL en 2003. Actualmente conduce Vuelta y media y Punto Caramelo en Urbana Play FM

## Carrera y biografía
En 2003 comenzó a trabajar junto a Sebastián Wainraich en el programa radial "Wanna Be", emitido por Radio Rivadavia. A mediados del año 2006, los directivos de la radio decidieron cambiar la programación, avisándoles que el día siguiente estarían transmitiendo su último programa.
Fue en su debut televisivo la locutora del programa conducido por Matías Martin llamado Cámara en mano emitido por Telefe.
El 5 de febrero de 2007, luego de tratativas con los entonces propietarios de Metro 95.1 y con ayuda de sus amigos Matías Martin, Gabriel Schultz, Eduardo "Cabito" Massa Alcántara y Nicolás Cayetano Cajg, entre otros, llegó a emitir junto a Sebastián Wainraich Metro y Medio, ciclo vespertino que se emitió hasta el 18 de diciembre de 2020 por dicha emisora
El 11 de julio de 2008 lanzó un blog llamado "Rosa Rosa, confesiones de una chica cualunque", en la página de la revista OHLALÁ, donde expuso una mirada crítica de lo que pasa en la actualidad, con un toque "cómico". El mismo fue continuado hasta el 5 de abril de 2010.
Colaboró, también, con una columna en el diario La Razón y como coconductora participó en el programa semanal Planeta Bonadeo conducido por Gonzalo Bonadeo y la compañía de Magdalena Aicega en el canal Telefe. 
El día 15 de enero de 2010 contrajo matrimonio civil con el locutor y productor Luis Horacio Calderero Barbagelatta. 15 días después se casó religiosamente en un camping próximo a Villa La Angostura.
El 8 de abril del 2010 es nominada por los premios Martín Fierro, por conducción femenina en radio.
Escribió el prólogo del libro llamado "108 cartas de amor" de Valeria Cipolla en el cual se recopilan las cartas pasionales de grandes personajes históricos.
Además es la voz en off de presentación de películas de cine independiente del ciclo "Primer plano", presentado por el crítico y autor Alan Pauls en Canal I-Sat.
A mediados del 2010 comenzó con un ciclo de entrevistas a más de 200 mujeres sobre los temas que abarcan el mundo femenino. El ciclo se denominó "Charla entre mujeres" y corresponde a una iniciativa de una reconocida marca de toallitas femeninas. 32 fueron los videos editados donde las mujeres de la más variada edad cuentan sus historias.
Es madrina de la organización sin fines de lucro 1 minuto de vos integrada por un grupo de estudiantes universitarios, terciarios y jóvenes profesionales, de diferentes estratos sociales, políticos y religiosos.
Entre 2013 y 2017 se desempeñó como coconductora junto a Sebastián Wainraich en el programa "El mundo desde abajo" emitido por el canal de cable Todo Noticias.
La madrugada del 18 de abril de 2014 dio a luz a su primer hijo, Baltazar, quien el viernes 27 de enero de 2017 conoce a su hermana y segunda hija de Julieta llamada Jazmín Aurora (mientras se emitía Metro y Medio). Tiempo después del parto de Jazmín, charló con sus compañeros de radio
Desde 2021 conduce Vuelta y Media en Urbana Play FM en conjunto con Sebastián Wainraich siendo una continuación de Metro y Medio (2007-2020)

## Premios
En la fiesta de la radio, donde se entregan los Premios Éter, fue galardonada en las categorías Conducción Femenina en FM y Revelación en el año 2007.
En el marco del día de la Radiodifusión, el 27 de agosto del año 2009, la Sociedad General de Actores, Argentores, por medio del Consejo Profesional de Radio, distinguió a Julieta Pink con una plaqueta por su original personaje radial llamado "Gorda con Helado".
En abril de 2011 fue nominada a los premios Martín Fierro como "Mejor voz radial femenina". 
Además, en noviembre de 2011 fue galardonada nuevamente con el premio "Mejor labor femenina en FM" en los Premios ETER por su trabajo en Metro y Medio.
En la entrega de los Premios ETER 2012 obtuvo nuevamente el galardón a "Mejor labor femenina en FM" por su trabajo en el mismo programa. Sus compañeras de terna fueron Elizabeth Vernaci, por el programa Negrópolis de radio Rock & Pop, y Gabriela Radice por Megadelivery, de radio Mega.
En 2015 recibió el Premio Tato a "Mejor Conducción Femenina en Cable", por su trabajo en El Mundo Desde Abajo, en el canal TBS.
En 2024 recibió el premio Martín Fierro a LABOR CONDUCCIÓN FEMENINA FM Urbana Play "VUELTA Y MEDIA".